# Універсальні десантні кораблі типу «Восп»
Універсальні десантні кораблі типу Wasp (англ. Wasp-class amphibious assault ship) — серія кораблів ВМФ США, спроєктована для висадки сухопутних військ. Кораблі цієї серії є найбільшими кораблями такого типу в світі. Всього побудовано 8 одиниць.

## Загальний опис
Кораблі типу Wasp - найбільші десантні судна в світі, що забезпечують ВМС США безпрецедентними можливостями атакувати узбережжя противника в будь-якому районі світу. Вони також стали першими спеціально спроєктованими для бойового використання з них як штурмовиків AV-8B, так і катерів на повітряній подушці LCAC. Останні з побудованих три корабля цього типу мали середню вартість 750 млн доларів кожен.

## Історія будівництва
Універсальний десантний корабель типу Wasp були розроблені за замовленням командування ВМС США для заміни 7 десантних кораблів типу «Іводзіма» і доповнення серії з 5 універсальних кораблів типу «Тарава».
Кораблі цього типу були створені спеціально для забезпечення транспортування морем і висадки на необладнане узбережжя повністю укомплектованого експедиційного батальйону морської піхоти (близько 1900 осіб), управління силами десанту і надання йому авіаційної підтримки силами ескадрильї літаків з вертикальним зльотом.

## Конструкція
Проєкт Wasp був розроблений на базі основних архітектурно-технічних рішень, застосованих на універсальних десантних кораблях типу «Тарава». Корпус кораблів зроблений зі сталі і зібраний з чотирьох модулів або блоків, які формувалися в корабель вже на стапелі.
Кораблі типу Wasp мають вісім палуб, три з яких (стапель-палуба, ангарна і польотна) безперервно йдуть через всю довжину корабля. Літако-вертолітний ангар довжиною 112,8 м розташовується в кормовій частині корабля між першою і четвертою палубою і має висоту 3 твіндека (8,4 м). У носі від ангара розташовуються авіамайстерні.
На польотній палубі знаходиться злітно-посадочний майданчик на 9 вертольотів (6 з лівого і 3 з правого борту). На кораблях для подачі літальних апаратів з ангарної палуби на польотну є 2 палубних підйомника - один бортовий і один кормовий (обидва знаходяться в кормі від острівної надбудови). Платформи бортових витягів розташовані за межами польотної палуби і для забезпечення можливості проходження через Панамський канал можуть повертатися вертикально (розташовуючись в поході вздовж борту).

## Місткість
УДК типу Wasp можуть приймати на борт 2000 морських піхотинців (експедиційний батальйон морської піхоти) і висаджувати їх на берег штатними десантними катерами або вертолітами (так званим вертикальним способом). Докова камера кораблів (розмірами 81х15,2 м) дозволяє розмістити три ДКВП LCAC або 12 ДКА LCM. На борт можуть бути також прийняті плаваючі БТР AAV7A1 в кількості 61 машини.
Польотна палуба має дев'ять посадочних майданчиків для вертолітів і може обслужити до 42 СН-46 «Сі Найт». На борт можуть бути також прийняті вертоліти вогневої підтримки АН-1 «Сі Кобра», транспортно-десантні СН-53Е «Супер Стеліон», допоміжні UH-1N «Твін Хьюї» або багатоцільові SH-60B «Сі Хок». У бойових умовах УДК типу Wasp здатні використовувати 6-8 штурмовиків AV-8B «Харрієр-2», але можуть прийняти на борт до 20 таких літаків.
На кораблях цього типу можуть розміщуватися різні види бойової та іншої техніки, в тому числі п'ять ОБТ М1 «Абрамс», 25 БТР AAV7A1, вісім 155-мм самохідних гармат М198, 68 вантажівок і більше десяти одиниць допоміжної техніки. Для доставки вантажів зі сховищ в докову камеру використовуються спеціальні монорейкові поїзди, які рухаються зі швидкістю до 183 м на хвилину.
На кожному УДК є госпіталь на 600 ліжок з шістьма операційними, що дозволяє експедиційному формуванню не залежати від берегових медичних установ.

## Бойове застосування

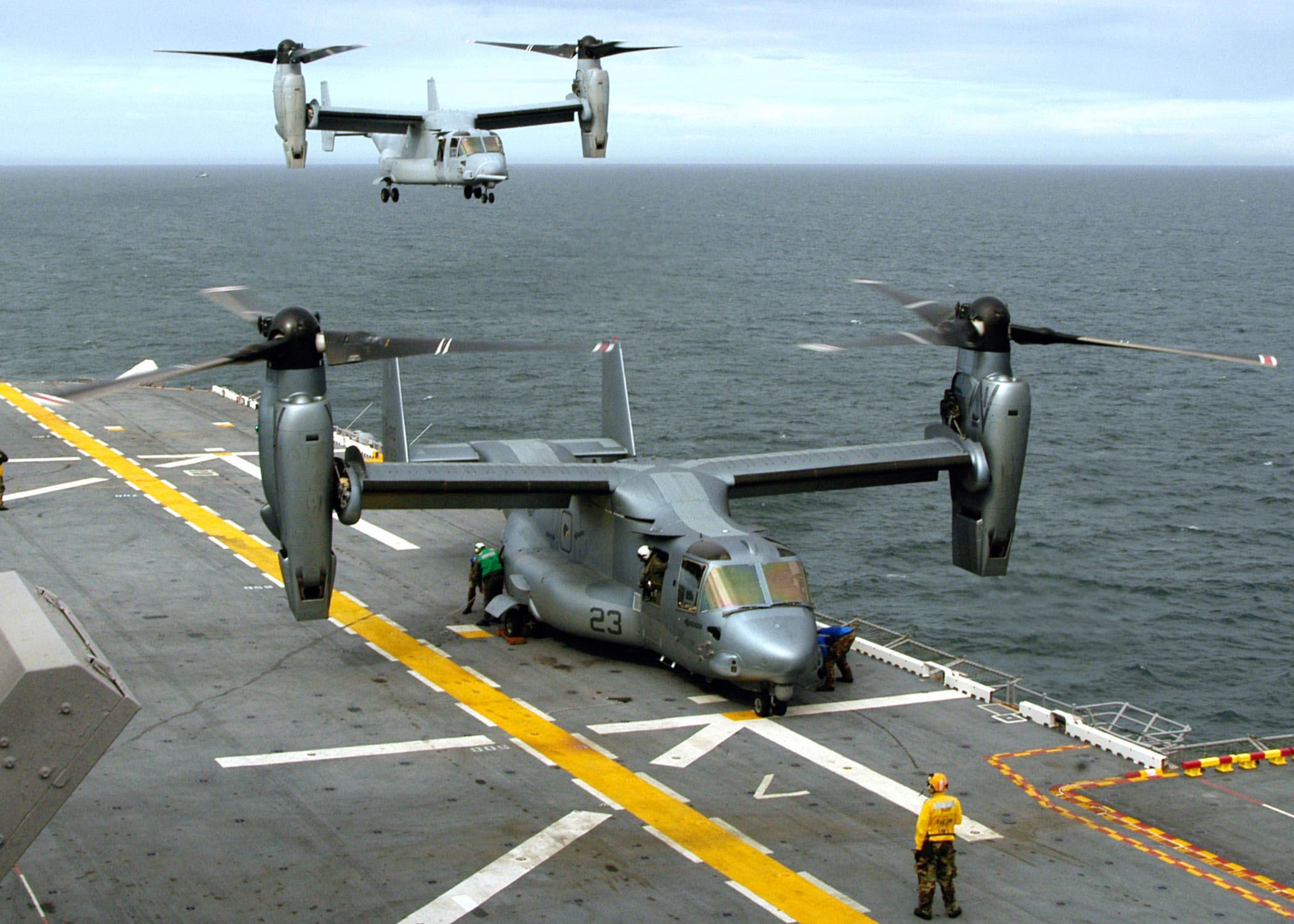
Зліт конвертопланів MV-22B з палуби USS Wasp (LHD 1), Атлантичний океан, 15 листопада 2005

Американські УДК традиційно активно залучаються як ядро амфібійних або корабельних з'єднань у різних регіонах світу. Вони несуть контингенти морської піхоти і доповнюють авіаносці в діях проти берега. Наприклад, під час війни в Перській затоці в 1991 році LHA 4 Nassau використовувався як легкий авіаносець з літаками AV-8B для підтримки дій сил морської піхоти на суші. У 1999-му проти Югославії LHD 3 Kearsarge застосовувався як корабель управління і одночасно легкий авіаносець з літаками AV-8B. Проти Іраку в 2003 році ці ж функції виконували LHD 5 Bataan і LHD 6 Bonhomme Richard, а Kearsarge - проти Лівії в 2011-му. Конвертоплани MV-22B з цього УДК 22 березня 2011 року підібрали пілотів під час бойового вильоту в Лівії американського винищувача-бомбардувальника F-15E.
В іншому основними завданнями УДК в мирний час крім «експедиційної присутності» є перекидання військ, гуманітарні та евакуаційні заходи. У всіх цих випадках вони відіграють роль великих багатоцільових швидкохідних транспортів зі значними допоміжними (авіаційними, медичними) можливостями.
США використовують свої УДК як флагманські кораблі антипіратських місій біля узбережжя Сомалі, і перевагою їх залишаються значні вертолітні авіагрупи. Найбільш відомим епізодом є звільнення в квітні 2009 року спецназом, що десантувалися з вертольотів з LHD 4 Boxer, захопленого американського контейнеровоза Maersk Alabama.

## Список побудованих кораблів
| Назва            | Борт.номер | Порт                  | Побудований | Дата виведення зі складу флоту |
| ---------------- | ---------- | --------------------- | ----------- | ------------------------------ |
| Wasp             | LHD-1      | Norfolk, Virginia     | 1989        | 2029 - 2039                    |
| Essex            | LHD-2      | San Diego, California | 1992        | 2032 - 2042                    |
| Kearsarge        | LHD-3      | Norfolk, Virginia     | 1993        | 2033 - 2043                    |
| Boxer            | LHD-4      | San Diego, California | 1995        | 2035 - 2045                    |
| Bataan           | LHD-5      | Norfolk, Virginia     | 1997        | 2037 - 2047                    |
| Bonhomme Richard | LHD-6      | Sasebo, Japan         | 1998        | 2038 - 2048                    |
| Iwo Jima         | LHD-7      | Mayport, Florida      | 2001        | 2041 - 2051                    |
| Makin Island     | LHD-8      | San Diego, California | 2004        | 2050 - 2060                    |